# George Oster
 George Oster (Nueva York, 20 de abril de 1940-15 de abril de 2018) fue un profesor universitario, biólogo teórico, biofísico y biólogo del desarrollo estadounidense. Fue catedrático del departamento de Biología molecular y celular de la Universidad de Berkeley, California y desde 2004 fue miembro de la National Academy of Sciences. Oster fue uno de los fundadores de la moderna biología evolutiva del desarrollo.

## Obra
George Oster trabajó en la modelización teórica de sistemas biológicos en todos los niveles de complejidad, desde la dinámica de poblaciones hasta la propulsión de las bacterias.